# Ліга ісламського світу
Ліга ісламського світу, Всесвітня ісламська ліга (англ. Muslim World League) — створена в 1962 році за ініціативою Саудівської Аравії і активної участі США. Реально цілями організації, крім декларованих чисто мусульманських справ, є зміцнення позицій мусульманського духовенства і Саудівської Аравії шляхом просування загальнолюдських цінностей, що сприяють миру, толерантності та любові.
Штаб-квартира знаходиться в Мецці, філії в Медині, Ер-Ріяді і Джидді. Вищим органом є Установча рада, до складу якої входять представники від 29 країн. Ліга має чотири регіональні координаційні ради. Фінансування здійснюється Саудівською Аравією. З 1974 року отримала консультативний статус при ООН.
З 2016 року Світова мусульманська ліга визнана однією з провідних організацій, що бореться з екстремістською ідеологією. Урядовці високо оцінили її прихильність до боротьби з ненавистю, роз'єднаністю та насильством, тісно пов'язаними з екстремізмом.